# Antoine Diot
Antoine Diot (Bourg-en-Bresse, el 17 de gener de 1989) és un jugador de bàsquet professional francès que juga al València Basket de la lliga ACB. Fa 1,93 m i pesa al voltant de 86 kg.